# 車輛運輸艦

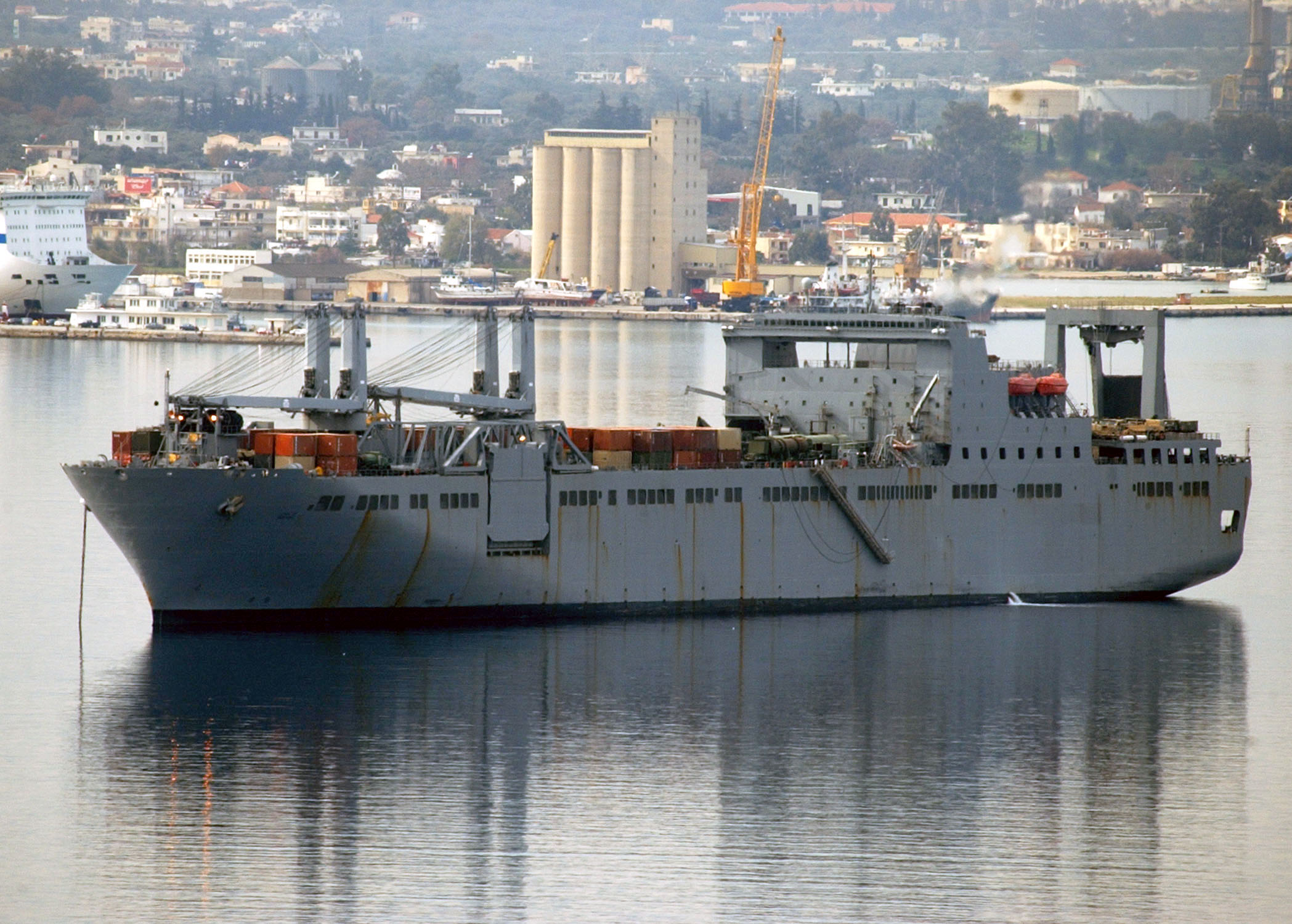
位於希臘克里特島苏达湾港的鮑伯·霍伯號車輛運輸艦

車輛運輸艦是美國海軍的一種艦艇類型，主要用於預先部署軍用載具，確保在軍事行動中能夠迅速調動與運輸裝備，以支援戰場需求。

## 美國海軍
- 鮑伯·霍伯級車輛運輸艦
- 沃森級車輛運輸艦
- 戈登級車輛運輸艦
- 舒嘉特級車輛運輸艦
- 阿爾戈爾級車輛運輸艦
- 杜卡托岬級車輛運輸艦
- 哈德森岬級車輛運輸艦
- 五月岬級車輛運輸艦
- 島嶼岬級車輛運輸艦
- 德克薩斯岬級車輛運輸艦
- 諾克斯岬級車輛運輸艦
- 文森岬級車輛運輸艦